# La vita, l'amore, la morte
La vita, l'amore, la morte (La vie, l'amour, la mort) è un film del 1969 diretto da Claude Lelouch.